# Las Palmas, San Francisco Ixhuatán
Las Palmas är en ort i Mexiko.   Den ligger i kommunen San Francisco Ixhuatán och delstaten Oaxaca, i den sydöstra delen av landet, 600 km sydost om huvudstaden Mexico City. Las Palmas ligger 24 meter över havet och antalet invånare är 445.
Terrängen runt Las Palmas är platt, och sluttar söderut. Runt Las Palmas är det ganska glesbefolkat, med 21 invånare per kvadratkilometer. Omgivningarna runt Las Palmas är en mosaik av jordbruksmark och naturlig växtlighet.